# Mahboub Mubarak
Mahboub Mubarak, scritto anche Mahboud Mubarak (17 settembre 1955), è un ex calciatore kuwaitiano, di ruolo difensore.